# 沃龍佐夫宮 (敖德薩)

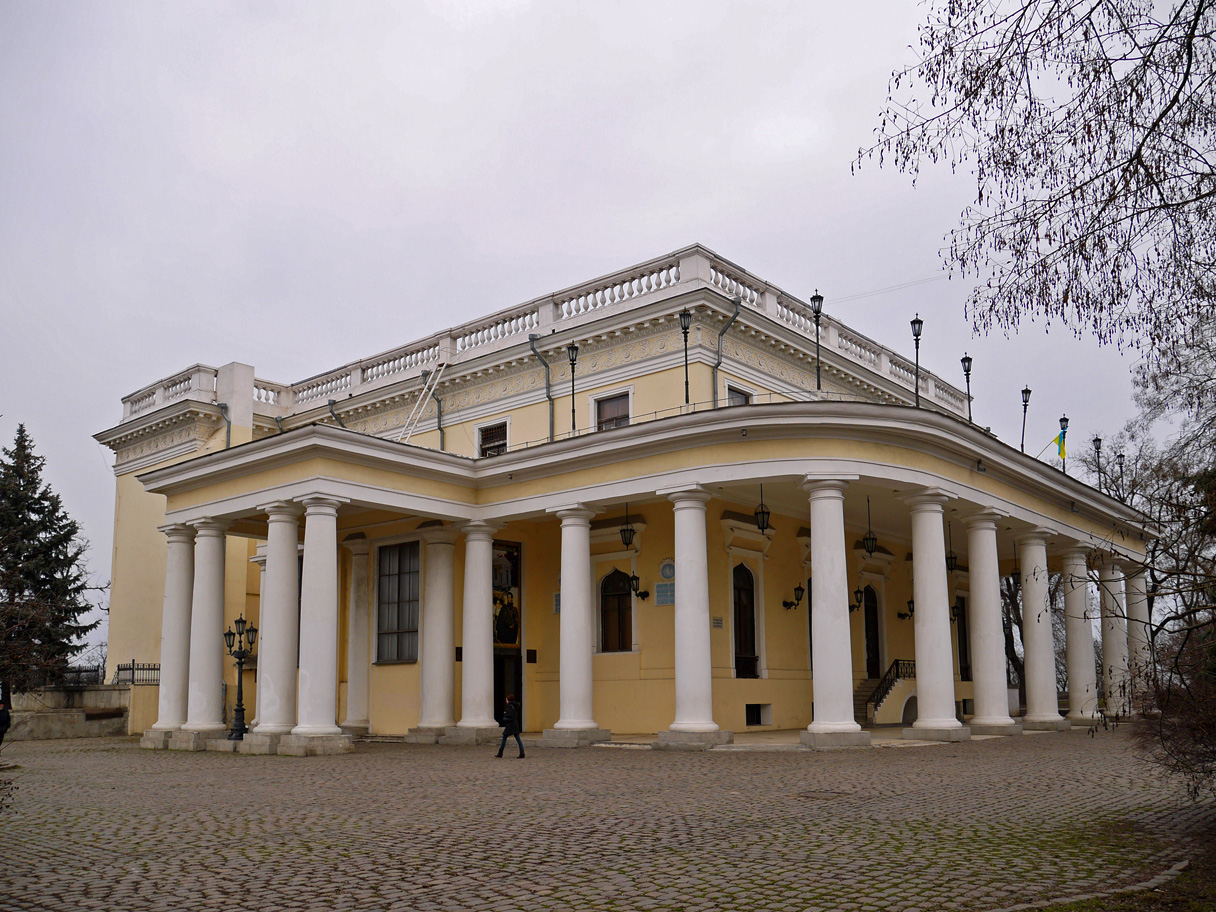
沃隆托索夫宮

沃龍佐夫宮（羅馬化：Vorontsovskyi palats）是烏克蘭城市敖德薩的一座建築，修建於1827年至1830年。這座建築是為俄羅斯帝國王子米哈伊爾·沃龍佐夫而興建，他也曾是敖德薩地區的地方長官。在1917年，沃隆佐夫宮曾是蘇聯紅軍的辦公地點。1936年之後，這座建築又曾一度由少先隊使用。